# ɭ
Cette page contient des caractères spéciaux ou non latins. S’ils s’affichent mal (▯, ?, etc.), consultez la page d’aide Unicode.
ɭ (uniquement en minuscule), appelé l crochet rétroflexe, est une lettre additionnelle de l’alphabet latin qui est utilisée dans l'alphabet phonétique international pour représenter une consonne spirante latérale rétroflexe voisée.

## Utilisation
Dans l’alphabet phonétique international, l crochet rétroflexe [ɭ] est un symbole utilisé pour représenter une consonne spirante latérale rétroflexe voisée. Elle composé d’un l et d’un crochet droit indiquant la rétroflexion. Elle est proposée comme symbole, aux côtés d’autres symboles avec l’hameçon rétroflexe ‹ ɖ, ʈ, ɳ, ɽ, ʂ, ʐ › déjà utilisés dans l’alphabet dialectal suédois de Johan August Lundell, lors de la Conférence de Copenhague d’avril 1925 et est ajoutée dans le tableau de l’API de 1932. Ces consonnes rétroflexes étaient auparavant représentées à l’aide du diacritique point souscrit, dans ce cas-ci [ḷ].

## Représentations informatiques
Le l crochet rétroflexe peut être représenté avec les caractères Unicode (Alphabet phonétique international) suivants :
| formes    | représentations | chaînes de caractères | points de code | descriptions                                 |
| --------- | --------------- | --------------------- | -------------- | -------------------------------------------- |
| minuscule | ɭ               | ɭ                     | U+026D         | lettre minuscule latine l crochet rétroflexe |